# Ле-Бурже-дю-Лак
Ле-Бурже́-дю-Лак (фр. Le Bourget-du-Lac) — муніципалітет у Франції, у регіоні Овернь-Рона-Альпи, департамент Савоя. Населення — 4933 особи (01.01.2021).
Муніципалітет розташований на відстані близько 450 км на південний схід від Парижа, 80 км на схід від Ліона, 10 км на північний захід від Шамбері.

## Історія
До 2015 року муніципалітет перебував у складі регіону Рона-Альпи. Від 1 січня 2016 року належить до нового об'єднаного регіону Овернь-Рона-Альпи.

## Демографія
Динаміка населення (INSEE ):
Розподіл населення за віком та статтю (2006):
| Стать | Всього | До 15 років | 15-24 | 25-44 | 45-64 | 65-85 | Понад 85 |
| --- | ------ | ----------- | ----- | ----- | ----- | ----- | -------- |
| Чоловіки | 2064   | 318         | 584   | 503   | 451   | 204   | 4        |
| Жінки | 2061   | 262         | 559   | 518   | 482   | 212   | 28       |
| \| Статево-вікова піраміда \| Статево-вікова піраміда \| Статево-вікова піраміда \| \| ----------------------- \| ----------------------- \| ----------------------- \| \| Чоловіки \| Вік \| Жінки \| \| 4 \| 85 + \| 28 \| \| 24 \| 80-84 \| 39 \| \| 51 \| 75-79 \| 55 \| \| 51 \| 70-74 \| 55 \| \| 78 \| 65-69 \| 63 \| \| 67 \| 60-64 \| 86 \| \| 137 \| 55-59 \| 102 \| \| 114 \| 50-54 \| 180 \| \| 133 \| 45-49 \| 114 \| \| 141 \| 40-44 \| 149 \| \| 118 \| 35-39 \| 110 \| \| 137 \| 30-34 \| 121 \| \| 107 \| 25-29 \| 138 \| \| 415 \| 20-24 \| 330 \| \| 169 \| 15-20 \| 229 \| \| 102 \| 10-14 \| 86 \| \| 110 \| 5-9 \| 102 \| \| 106 \| 0-4 \| 74 \| |        |             |       |       |       |       |          |
| Статево-вікова піраміда |        |             |       |       |       |       |          |
| Чоловіки | Вік    | Жінки       |       |       |       |       |          |
| 4 | 85 +   | 28          |       |       |       |       |          |
| 24 | 80-84  | 39          |       |       |       |       |          |
| 51 | 75-79  | 55          |       |       |       |       |          |
| 51 | 70-74  | 55          |       |       |       |       |          |
| 78 | 65-69  | 63          |       |       |       |       |          |
| 67 | 60-64  | 86          |       |       |       |       |          |
| 137 | 55-59  | 102         |       |       |       |       |          |
| 114 | 50-54  | 180         |       |       |       |       |          |
| 133 | 45-49  | 114         |       |       |       |       |          |
| 141 | 40-44  | 149         |       |       |       |       |          |
| 118 | 35-39  | 110         |       |       |       |       |          |
| 137 | 30-34  | 121         |       |       |       |       |          |
| 107 | 25-29  | 138         |       |       |       |       |          |
| 415 | 20-24  | 330         |       |       |       |       |          |
| 169 | 15-20  | 229         |       |       |       |       |          |
| 102 | 10-14  | 86          |       |       |       |       |          |
| 110 | 5-9    | 102         |       |       |       |       |          |
| 106 | 0-4    | 74          |       |       |       |       |          |

## Економіка
2010 року серед 3208 осіб працездатного віку (15—64 років) 1988 були активними, 1220 — неактивними (показник активності 62,0%, у 1999 році було 50,3%). З 1988 активних мешканців працювало 1890 осіб (997 чоловіків та 893 жінки), безробітними було 98 (40 чоловіків та 58 жінок). Серед 1220 неактивних 865 осіб було учнями чи студентами, 200 — пенсіонерами, 155 були неактивними з інших причин.

У 2010 році в муніципалітеті числилось 1633 оподатковані домогосподарства, у яких проживали 3832,0 особи, медіана доходів виносила 23 456 євро на одного особоспоживача

## Галерея зображень

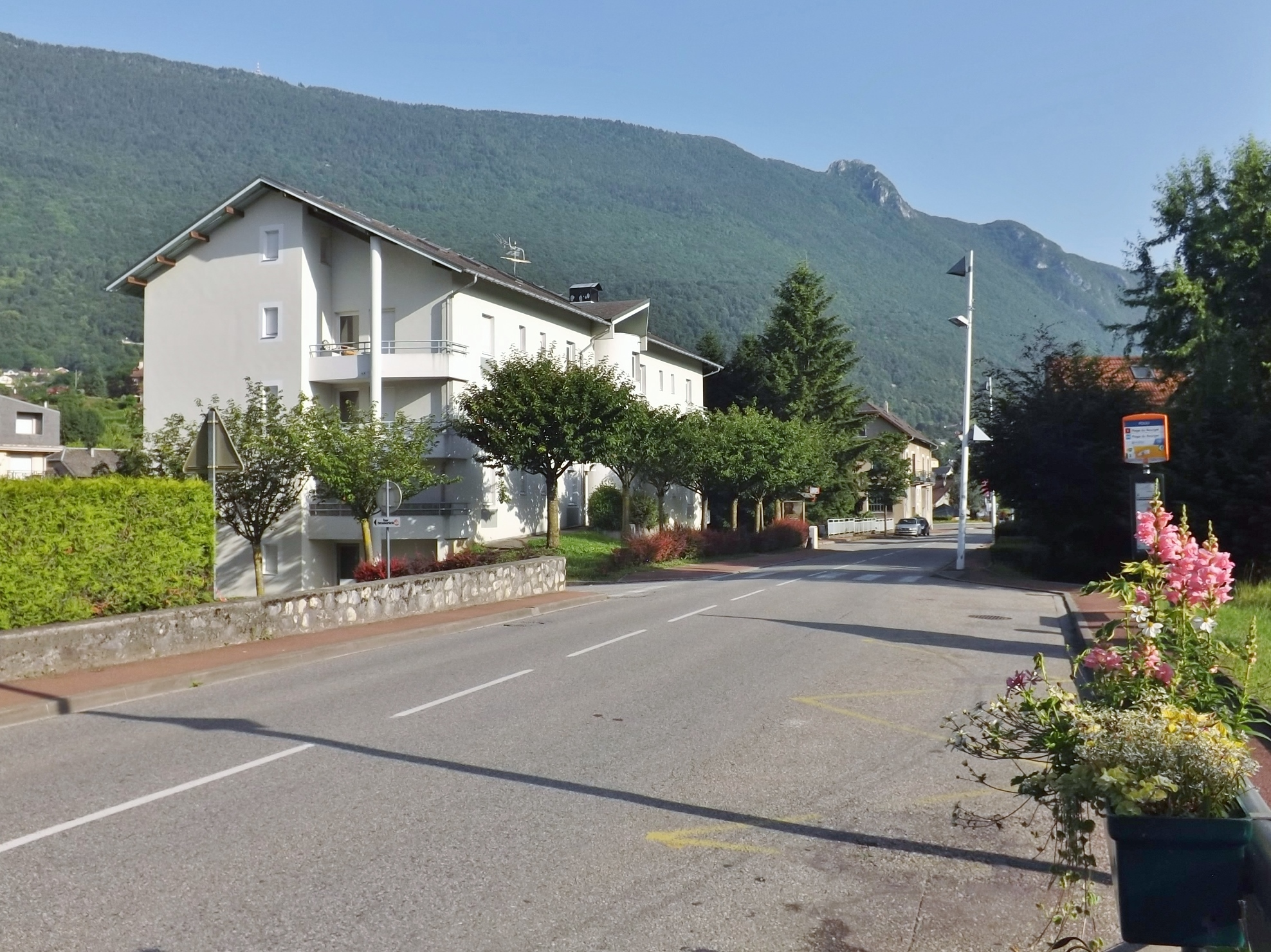
В'їзд із Шамбері до міста Ле-Бурже-дю-Лак із горою Мон-дю-Шат
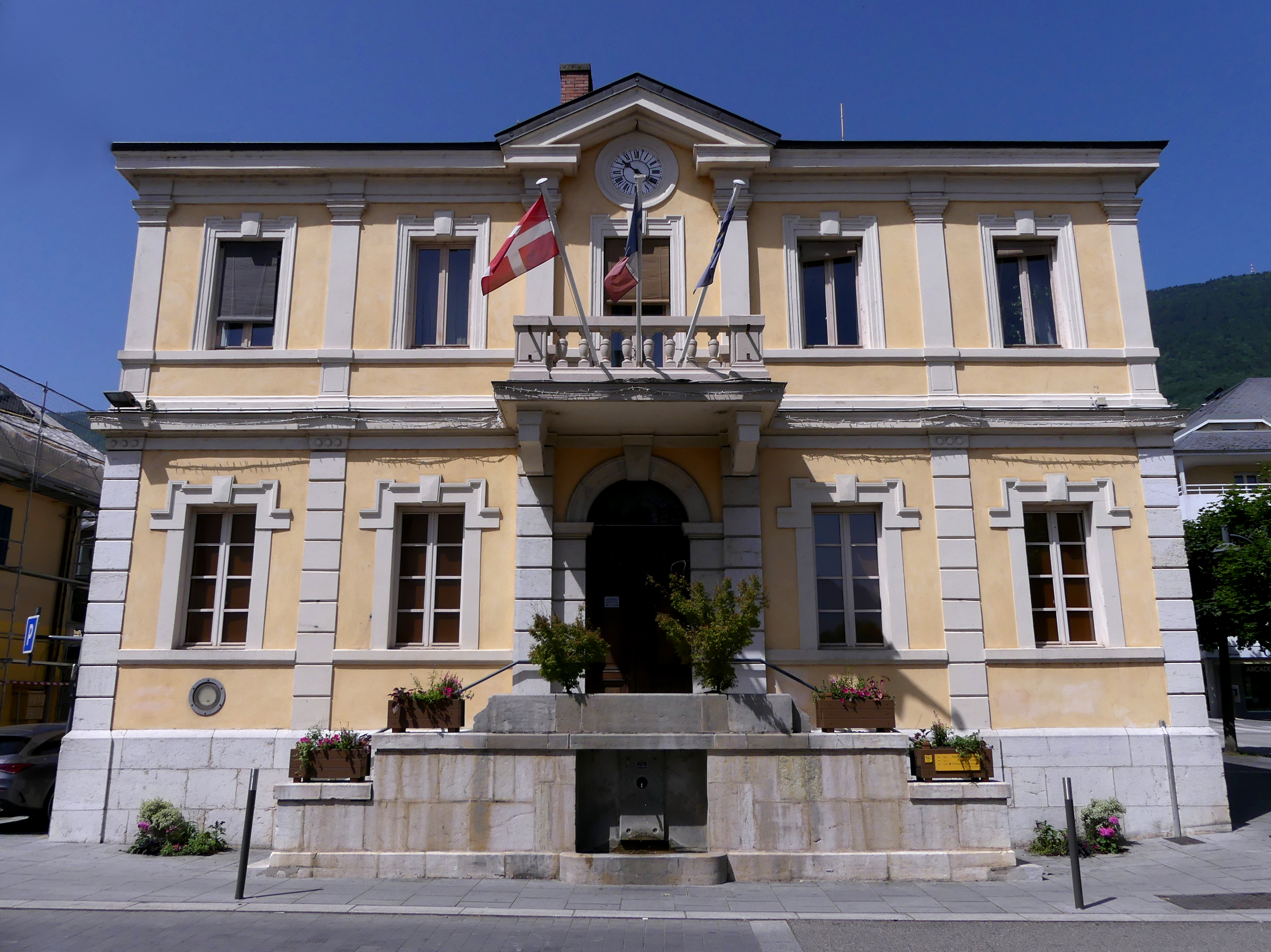
Міська ратуша
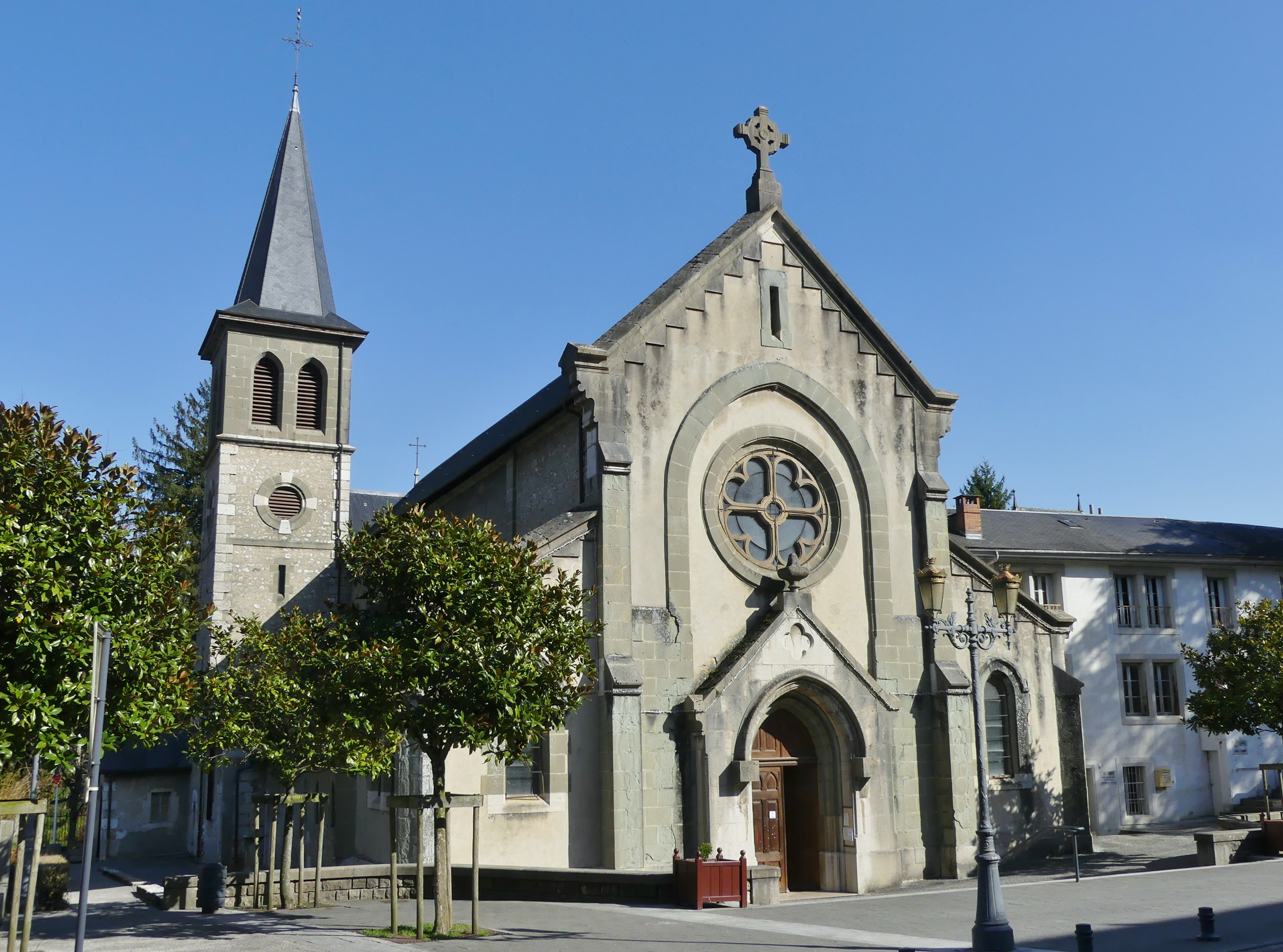
Церква Сен-Лоран
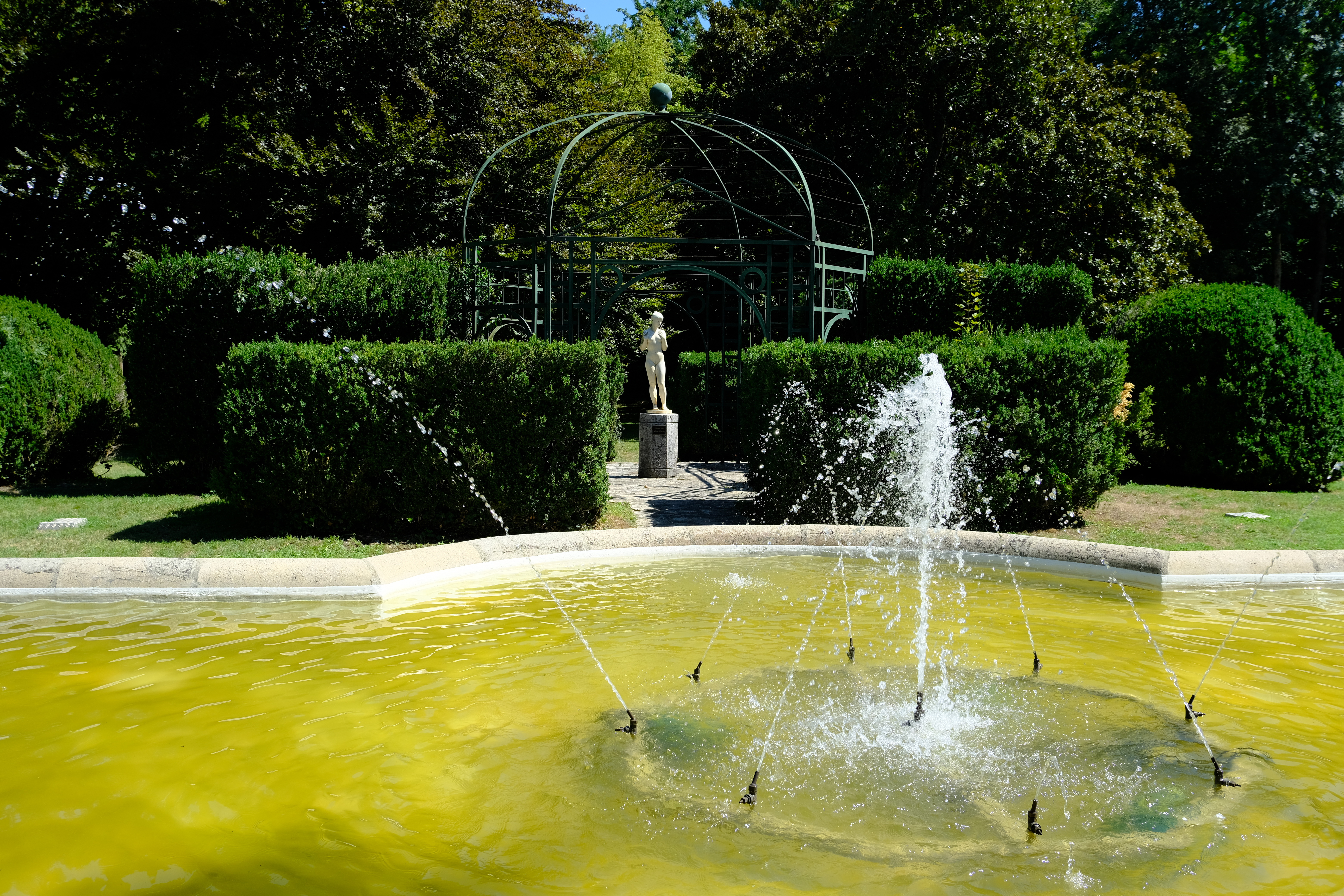
Фонтан у міському саду
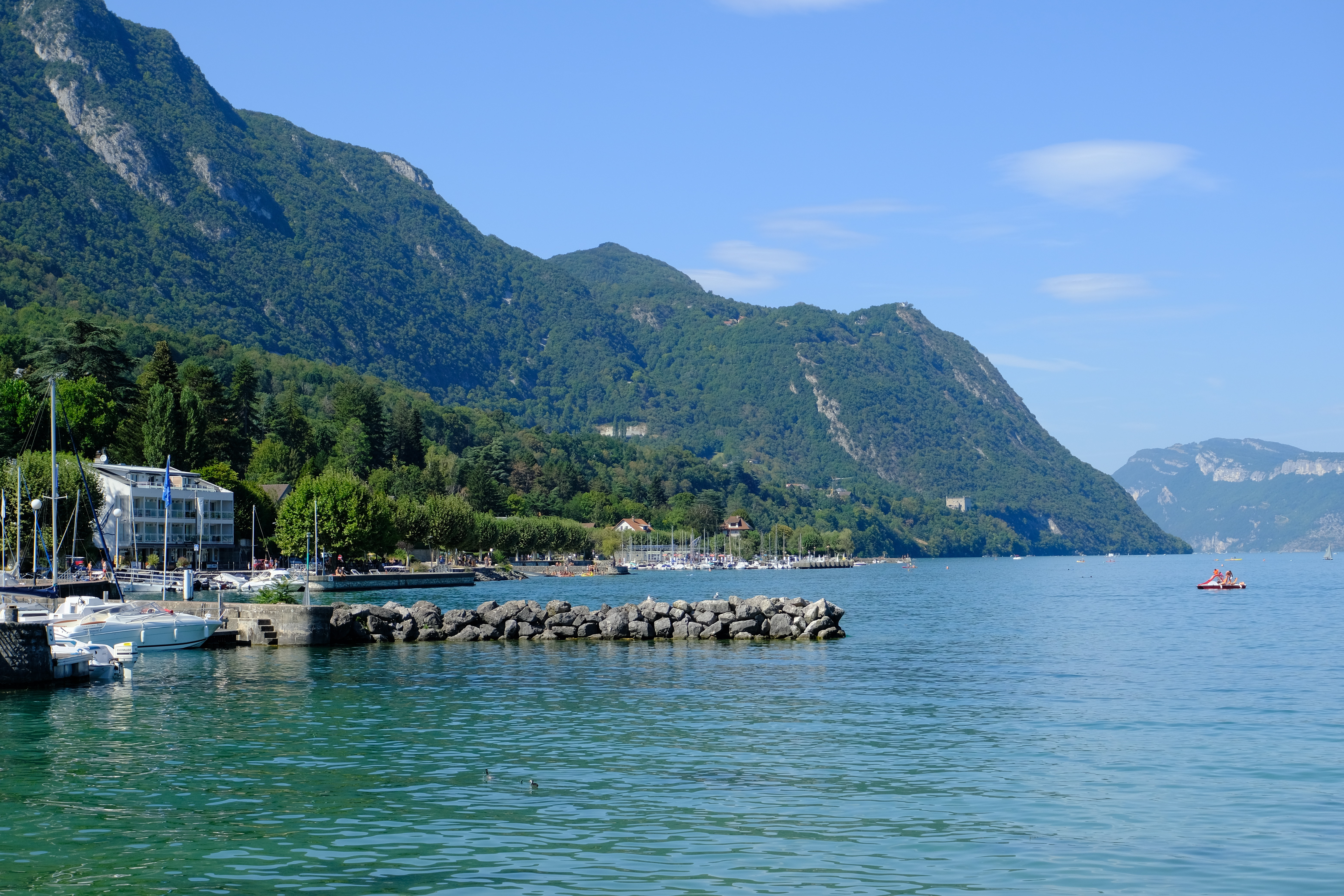
Озеро Бурже